# Leupoldsgrün
 (août 2024).
Si vous disposez d'ouvrages ou d'articles de référence ou si vous connaissez des sites web de qualité traitant du thème abordé ici, merci de compléter l'article en donnant les références utiles à sa vérifiabilité et en les liant à la section « Notes et références ».
Leupoldsgrün est une commune de Bavière (Allemagne), située dans l'arrondissement de Hof, dans le district de Haute-Franconie.
En 2024, la maire de Leupoldsgrün est Annika Popp.

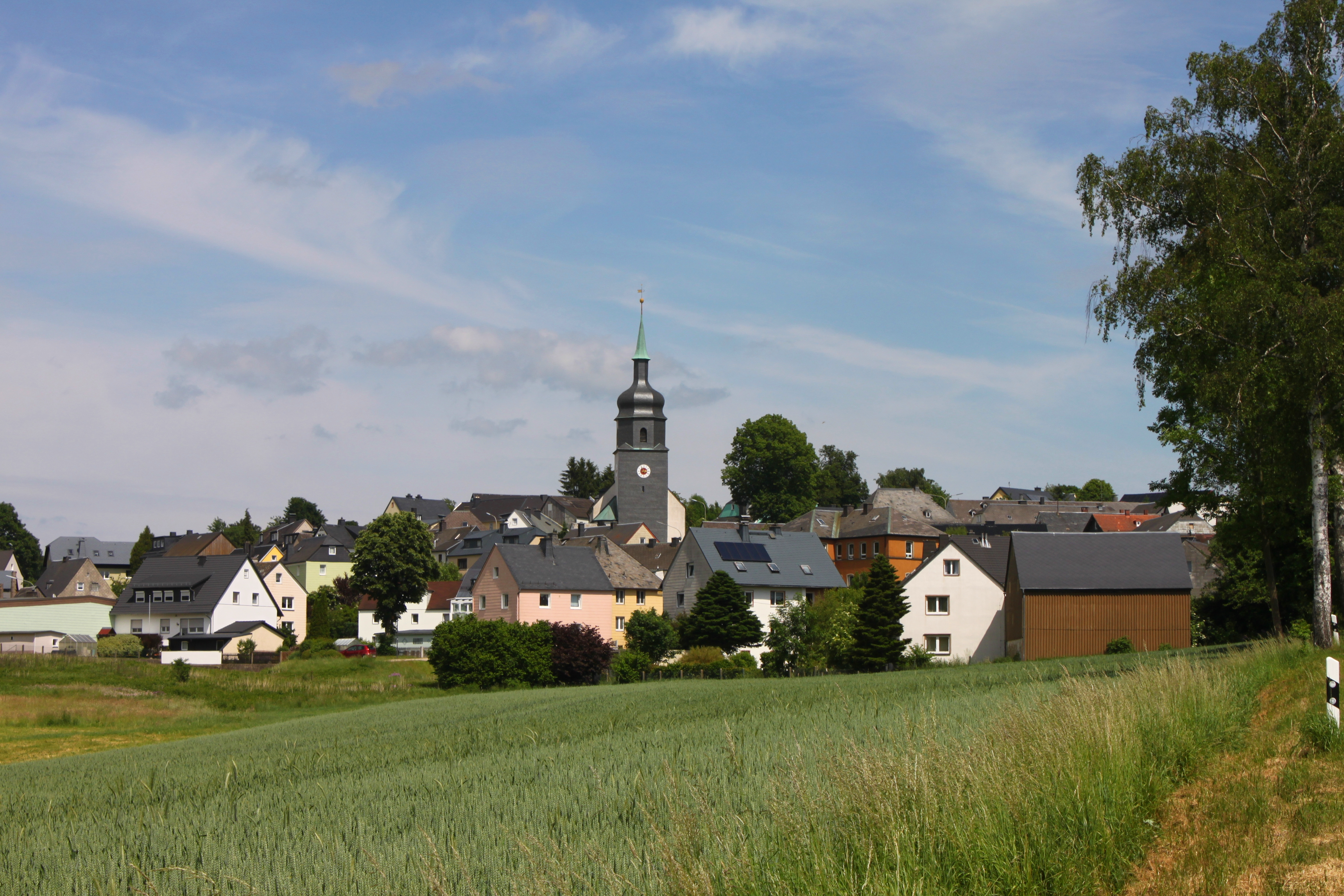
Leupoldsgrün from West